# Streptanthus diversifolius
Streptanthus diversifolius är en korsblommig växtart som beskrevs av Sereno Watson. Streptanthus diversifolius ingår i släktet Streptanthus och familjen korsblommiga växter. Inga underarter finns listade i Catalogue of Life.